# اسیس (بازیکن فوتبال، زاده ۱۹۷۹)
اسیس (انگلیسی: Assis؛ زادهٔ ۲۷ فوریهٔ ۱۹۷۹) بازیکن فوتبال اهل برزیل است.
از باشگاه‌هایی که در آن بازی کرده‌است می‌توان به باشگاه فوتبال لیگا دپورتیوا آلاخولنسه و باشگاه فوتبال اسپارتاک ایوانو-فرانکیفسک اشاره کرد.